# Baring Plantation
Baring Plantation es una plantación ubicada en el condado de Washington en el estado estadounidense de Maine. En el Censo de 2010 tenía una población de 251 habitantes y una densidad poblacional de 3,99 personas por km².

## Geografía
Baring Plantation se encuentra ubicada en las coordenadas 45°5′33″N 67°18′19″O / 45.09250, -67.30528. Según la Oficina del Censo de los Estados Unidos, Baring Plantation tiene una superficie total de 62.99 km², de la cual 54.27 km² corresponden a tierra firme y (13.85%) 8.72 km² es agua.

## Demografía
Según el censo de 2010, había 251 personas residiendo en Baring Plantation. La densidad de población era de 3,99 hab./km². De los 251 habitantes, Baring Plantation estaba compuesto por el 97.21% blancos, el 0% eran afroamericanos, el 0% eran amerindios, el 0% eran asiáticos, el 1.2% eran isleños del Pacífico, el 0% eran de otras razas y el 1.59% pertenecían a dos o más razas. Del total de la población el 1.2% eran hispanos o latinos de cualquier raza.